# Karlsteine
De Karlsteine (ook wel Schluppstein genoemd) is een ganggraf met Sprockhoff-Nr. 909 in Nedersaksen. Het neolithische bouwwerk wordt toegeschreven aan de Trechterbekercultuur en werd gebouwd tussen 3500 en 2800 v.Chr. De Karlsteine liggen op een heuvel met de naam Hain in Haste, een stadsdeel van Osnabrück, Landkreis Osnabrück. 
Met de Karlsteine wordt vaak de Große Karlstein aangeduid. Er zijn echter twee Karlsteine; Großer Karlstein en Kleiner Karlstein. De Karlsteine zijn onderdeel van de Straße der Megalithkultur met de nummers 7a en 7b.

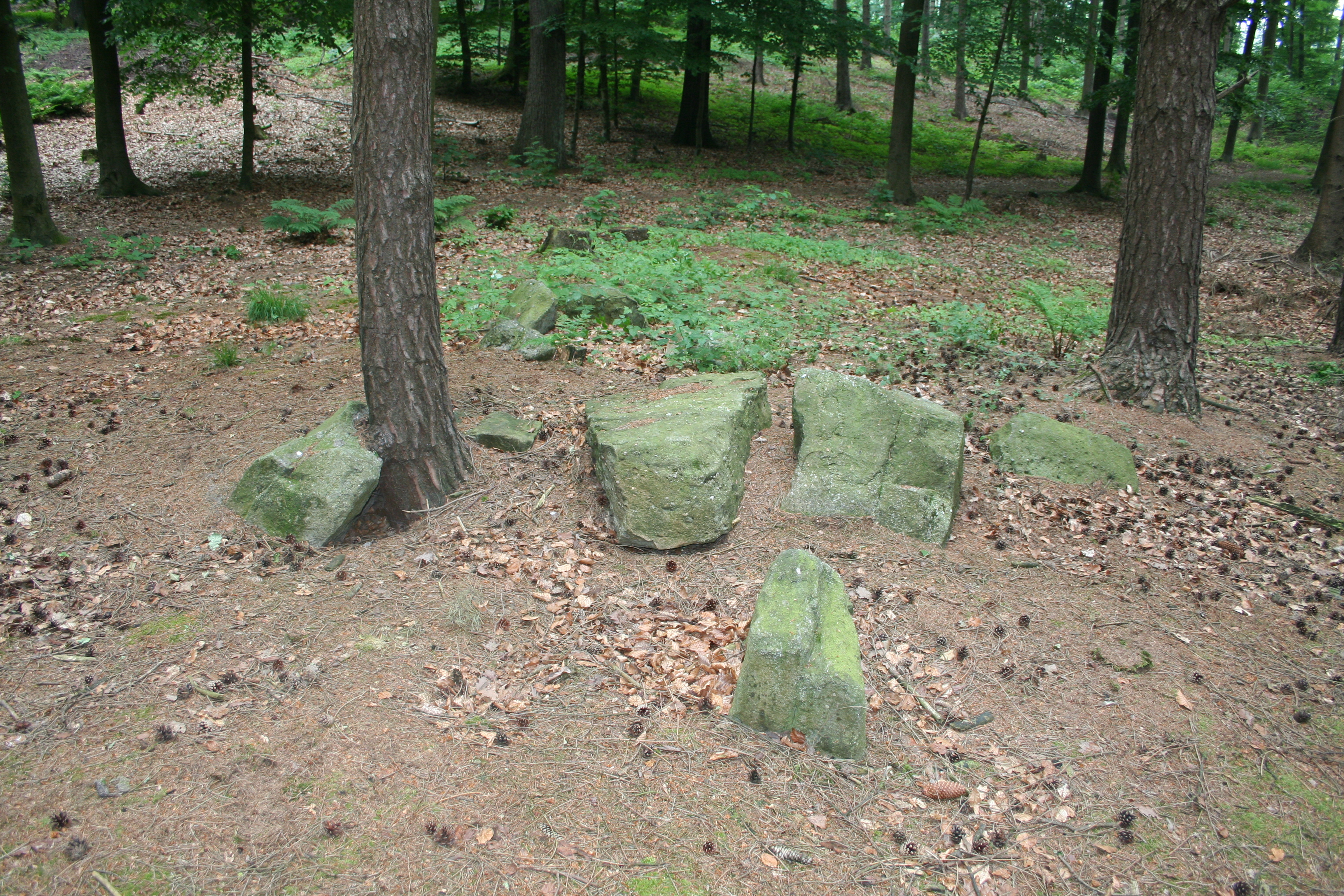
Kleine Karlsteine
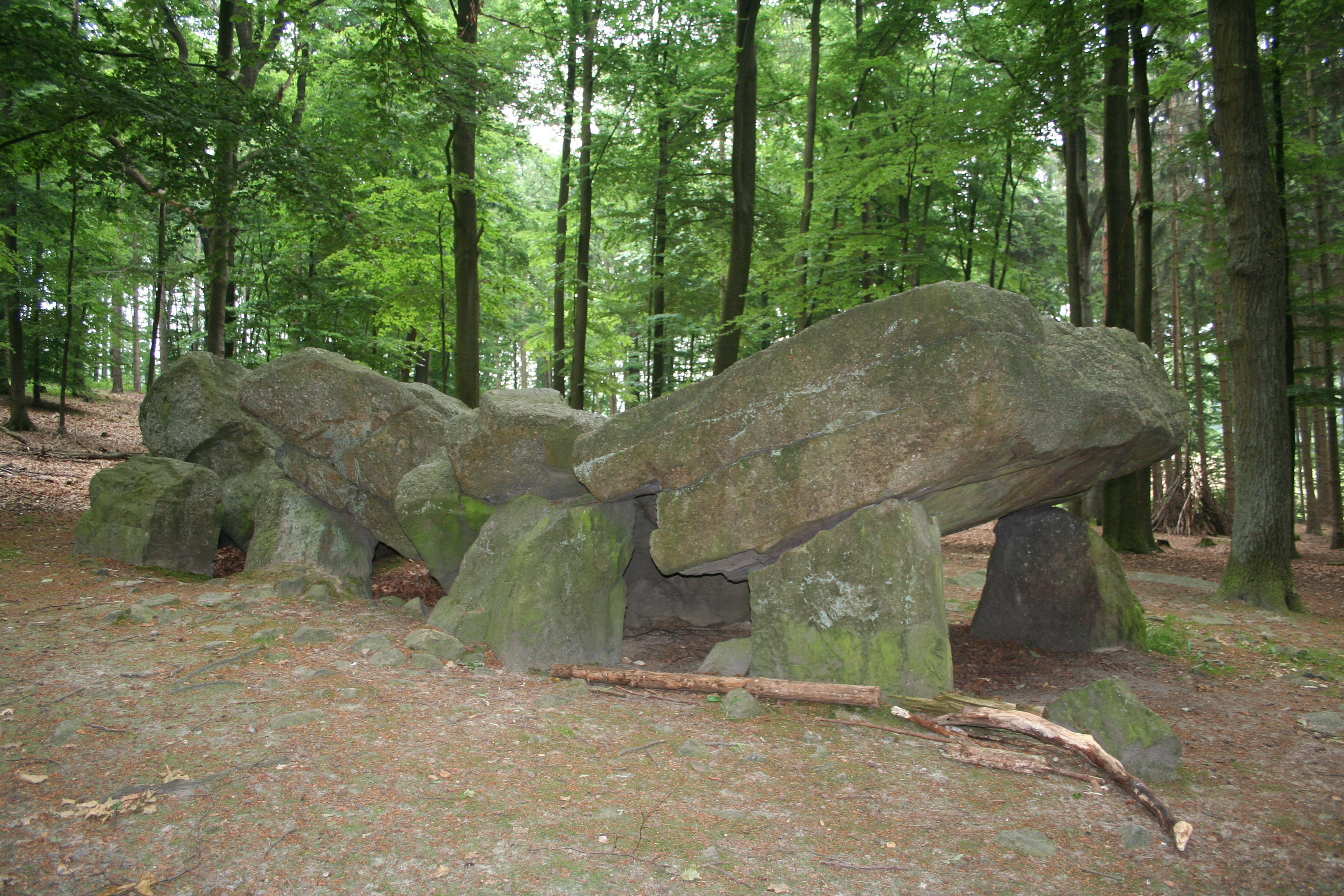
Große Karlsteine

## Naamgeving
Het bouwwerk is vernoemd naar een legende: Karel de Grote zou een enorme deksteen met een zweep hebben vernietigd, nadat de Saksische leider Widukind vroeg om een teken van God.
Iets onder het bouwwerk is de "Kreuz im Hone" gelegen, dit verwijst naar de eerste markt in deze omgeving. Het kruis wordt ook wel "Teggenbökenkreuz" genoemd, omdat het wordt omringd door tien beukenbomen. In de oudheid werd gezegd dat het zeven beuken waren, die de herinnering levend moesten houden aan zeven broeders die in het leger van de keizer dienden. Vandaag zijn er nog maar drie beukenbomen over. 

## Kenmerken
De stenen zijn van zandsteen (Piesberger Sandstein), een conglomeraat wat afkomstig is uit een nabijgelegen groeve. Het bouwwerk heeft maar één kamer, waarvan alle dertien draagstenen en vier dekstenen bewaard gebleven zijn. De dekstenen zijn niet in situ. In de omgeving van het bouwwerk liggen kleinere stenen, die waarschijnlijk stopstenen waren. Het grondplan van de kamer is trapeziumvormig. De lengte is 8,5 meter en de breedte is 3 meter in het oosten en 2,3 meter in het westen.
De Karlstein werd vastgelegd door schilder Hans Peter Feddersen.